# Попов, Александр Александрович (хоккеист)
Алекса́ндр Алекса́ндрович Попо́в (31 августа 1980, Ангарск, СССР) — российский хоккеист, нападающий. Чемпион мира 2012 года в составе сборной России. Заслуженный мастер спорта России (2012). Рекордсмен «Авангарда» по количеству проведённых сезонов (18) и матчей (900) за клуб на высшем уровне, по набранным очкам (422), а также пятый по количеству заброшенных шайб (139). Является самым возрастным игроком, который забивал в плей-офф Кубка Гагарина.

## Биография

### Клубная карьера
Воспитанник ангарского хоккея. Выступал за «Ермак» (Ангарск, 1997), «Омские ястребы» («Авангард»-ВДВ, Омск, 1998—2000, 2003—2005), «Авангард» (Омск, 1999—2016). Чемпион России 2004 года, серебряный призёр 2001, 2006 и 2012 годов, бронзовый призёр 2007 года. Обладатель Кубка европейских чемпионов 2005 года, второй призёр Континентального кубка 2007 года.
В мае 2011 года продлил контракт с «Авангардом» ещё на три года.
20 февраля 2015 года домашний матч с «Сибирью» стал 900-м для Попова за «Авангард». Всего в его активе 505 очков (175 шайб + 330 передач).
31 декабря 2013 года продлил контракт ещё на три года.
Сезон 2015/16 для Попова стал в «Авангарде» 18-м. Это стало новым клубным рекордом. Попов обошёл Николая Березовского и Юрия Панова, на счету которых по 15 сезонов.
23 июля 2016 года расторг контракт по соглашению сторон.
25 июля 2016 года подписал двухлетний контракт с ЦСКА.
20 апреля 2019 года вместе с ЦСКА стал обладателем кубка Гагарина. 30 апреля 2019 был продлен контракт на 1 сезон.
30 апреля 2022 года Попов второй раз вместе с ЦСКА стал обладателем кубка Гагарина, был признан самым ценным игроком плей-офф КХЛ сезона-2021/2022.
25 октября 2022 ХК ЦСКА объявил, что Александр Попов завершил спортивную карьеру и назначен на должность тренера по развитию игроков клуба.
В сезоне 2024/25 года вошёл в тренерский штаб ХК ЦСКА под руководством Ильи Воробьева.

### В сборной

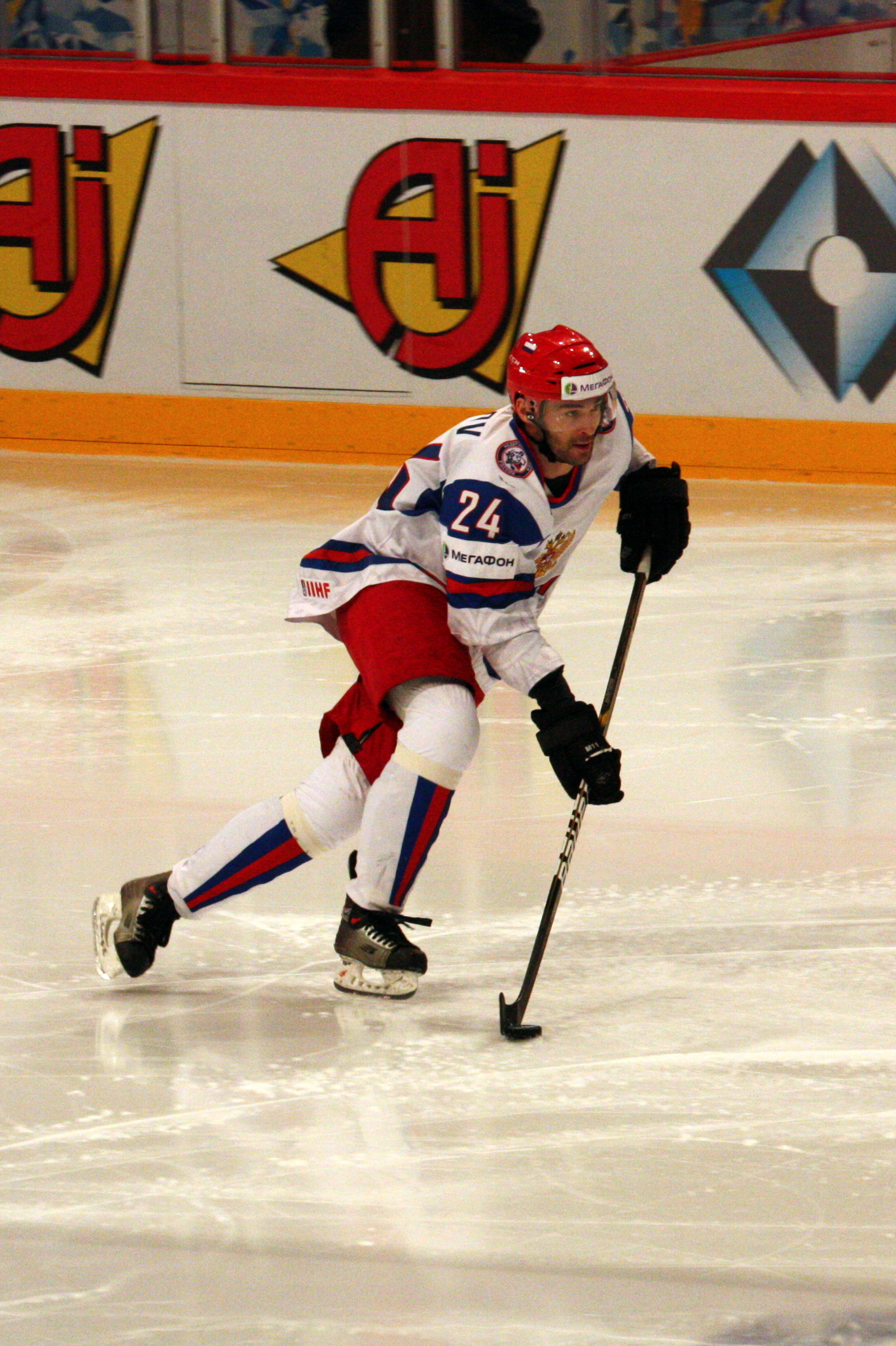
Александр Попов в составе сборной России на чемпионате мира 2012

Неоднократно защищал цвета сборной России на различных этапах Еврохоккейтура. Дебют состоялся в декабре 2004 года на московском этапе, носившем тогда название Кубок РОСНО. Попов сыграл два матча в сборной, возглавляемой Зинэтулой Билялетдиновым, в каждом из которых отметившись заброшенной шайбой, причём гол в ворота чехов стал единственным в матче и принёс россиянам победу на турнире. В том сезоне, однако, больше вызовов не получал.
Следующее приглашение Попов получил уже от Вячеслава Быкова в августе 2006 года для участия в чешском этапе Еврохоккейтура. Забил один гол в трёх матчах турнира и помог сборной выиграть Кубок Ческе Пойиштовны. В ноябре 2006 года был вызван на следующий — финский этап Евротура. Однако приехать не смог, сославшись на травму. После этого Попов выпал из обоймы игроков Вячеслава Быкова.
В мае 2012 года впервые был заявлен в состав национальной сборной для участия в чемпионате мира. Вновь назначенный главным тренером Зинэтула Билялетдинов поставил Попова и его омского партнера Александра Пережогина в первое звено, отрядив их на края к центрфорварду Евгению Малкину. Звено стало ударным в сборной России. Наиболее грозный соперник предварительного этапа, сборная Швеции, был разбит со счётом 7:3, Малкин набрал в этом матче 5 очков (3+2), Попов — 4 (1+3). Россияне стали победителями мирового первенства. Малкин стал лучшим бомбардиром чемпионата с 19 очками, на счету Попова было 12 баллов — второй показатель в российской сборной и шестой на турнире.
7 января 2014 года Попов вошёл в список игроков сборной России на Зимние Олимпийские игры 2014.
Матч 16 апреля 2015 года против сборной Финляндии стал пятидесятым за национальную сборную для Попова. В этих играх он набрал 33 (10+23) очка и 6 минут штрафа.

## Достижения

### В «Авангарде»
- Чемпион России 2004
- Обладатель Кубка европейских чемпионов 2005
- Серебряный призёр континентального кубка 2007
- Серебряный призёр чемпионата России 2001, 2006
- Серебряный призёр чемпионата КХЛ 2011/12
- Бронзовый призёр чемпионата России 2007

### В ЦСКА
- Обладатель Кубка Континента 2017, 2019, 2021 годов.
- Серебряный призёр чемпионата КХЛ 2017/18
- Чемпион России 2019 года
- Обладатель Кубка Гагарина 2019
- Серебряный призёр чемпионата КХЛ 2020/21
- Чемпион России 2022 года
- Обладатель Кубка Гагарина 2022

### В сборной России
- Победитель «Кубка Росно» 2004/05
- Победитель кубка «Ческе Пойиштовны» 2006/07
- Чемпион мира 2012

## Статистика
| Легенда | Легенда                    | Легенда | Легенда                   | Легенда | Легенда    |
| ------- | -------------------------- | ------- | ------------------------- | ------- | ---------- |
| И       | Количество проведённых игр | Штр     | Штрафное время            | +/−     | Плюс-минус |
| Г       | Голы                       | П       | Голевые передачи          | О       | Очки       |
| -       | Статистика неизвестна      | —       | Статистика не учитывалась |         |            |

### Клубная карьера
- a В этом сезоне в «Плей-офф» учитывается статистика игрока в Кубке Надежды.